# Friedehorstpark
Der Friedehorstpark, auch Lehnhofpark genannt, ist eine etwa 9 ha große Parkanlage im Bremer Stadtteil Burglesum – an der Grenze zu Niedersachsen. Er weist mit 32,5 m ü. NHN die höchste natürliche Erhebung der Freien Hansestadt Bremen auf. Der öffentlich zugängliche Park befindet sich im Eigentum der Stiftung Friedehorst.

## Geographie

### Lage
Der Friedehorstpark liegt in St. Magnus, einem Ortsteil des Stadtteils Burglesum. Er grenzt an den niedersächsischen Landkreis Osterholz – im Osten an die zur Gemeinde Ritterhude gehörende Ortschaft Platjenwerbe und im Norden und Westen an Löhnhorst, eine Ortschaft der Gemeinde Schwanewede.

### Höchste Punkte Bremens
Mit 32,5 m Höhe liegt – nahe der nördlichen Grenze von Bremen zu Niedersachsen – im Friedehorstpark der Gipfel der höchsten natürlichen Erhebung Bremens.
Der Gipfel der Mülldeponie im Ortsteil Hohweg des Bremer Stadtteils Walle, der unterschiedlichen Angaben zufolge zwischen 42 m und 49 m hoch ist, überragt die Parkerhebung.

### Landschaftsschutzgebiet
Der Friedehorstpark und in die westlich angrenzende Lehnhofsiedlung liegt im 1968 ausgewiesenen, vielteiligen und über 32,81 km² großen Landschaftsschutzgebiet Bremen 1968 (CDDA-Nr. 378515).

## Geschichte
Der Friedehorstpark wurde etwa 1875 um das Landgut Lehnhof des Generalkonsuls, Bankiers und Senators Johannes Theodor Lürman (1816–1889) vermutlich von Wilhelm Benque, dem Schöpfer des Bremer Bürgerparks, im landschaftlichen Stil angelegt. Das Herrenhaus, ursprünglich ein Gebäude im Schweizerhausstil, wurde 1857 errichtet und 1904 durch einen Neubau im neobarocken Stil ersetzt, der seinerseits in den 1930er Jahren abgerissen wurde. Der Park war ursprünglich mit ca. 17 ha größer als heute. Die Stiftung Friedehorst mit ihren Einrichtungen grenzt östlich an dem Park. Im Westen des Parkgeländes entstand 1950/51 die Lehnhofsiedlung.